# 科特洛維納 (列尼區)
45°30′34″N 28°34′19″E / 45.50944°N 28.57194°E

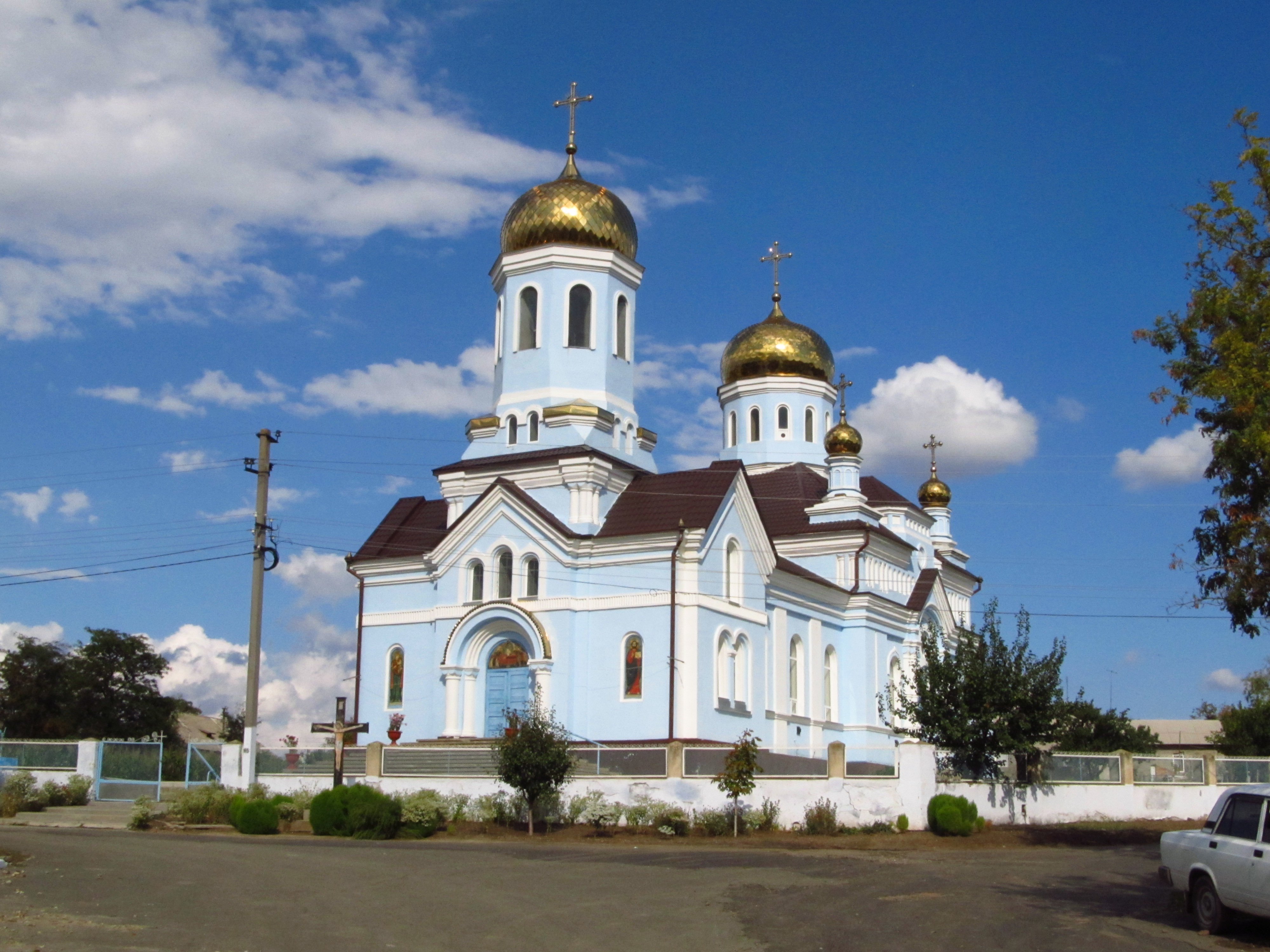

科特洛維納（烏克蘭語：Котловина）是位於烏克蘭西南部的村莊，由敖德萨州伊茲梅爾區的雷尼市鎮負責管轄。該村始建於1948年，面積3.43平方公里，海拔高度30米，2001年人口2,839，人口密度每平方公里827.7人。